# Harmonía (DC Comics)
Harmonía es una diosa griega, un personaje ficticio en el universo de DC Comics. Ella está basada en la deidad de la Mitología griega del mismo nombre Harmonía. la diosa de la armonía y la concordia. Su equivalente en la mitología romana es Concordia, y su opuesta griega es Eris. El personaje tiene estrecha relación y comunicación con la Mujer Maravilla, debido a esta a ganado gran afecto hacia las Amazonas.

## Historia de la publicación
Harmonía apareció por primera vez en Wonder Woman Vol. 2 #1 (febrero de 1987) y fue adaptada por George Pérez y Greg Potter.

## Biografía del personaje ficticio
Es la diosa griega de la armonía y la concordia, hija de Afrodita y Ares. Ella residía en las entrañas de la Colina de Ares, la antigua casa del dios de la guerra Ares.
Debido a que era físicamente fea, se convirtió en una diosa amargada, siempre lloró en la casa de su padre, deseando tener acceso a la belleza que debió haber tenido siendo hija de Afrodita. A través de la bondad de la Mujer Maravilla fue capaz de dar a luz su belleza interior. Debido a esto se convirtió en una defensora de la Amazonas y les ayudaba cada vez que le era posible. Fue a través de Harmonía que la Mujer Maravilla fue capaz de derrotar a Ares antes de que pudiera destruir el mundo.

### Guerra de los dioses
Durante el evento War of the Gods los dioses antiguos en todo el mundo de repente comenzaron a tratar de destruir la Tierra y de destruirse los uno a los otros. Mientras los antiguos Dioses romanos libran la guerra con los Dioses olímpicos, los dioses egipcios, africanos, Nórdicos, Babilónicos y Thanagarianos quieren recrear el mundo en sus propias imágenes y atacar a los superhéroes que se interponen en su camino. Desconocido por todos ellos, la hechicera Circe fue quien los ha llevado a luchar entre sí, para poder destruir a la diosa de la Tierra Gaea.
Expulsada de su fortaleza por el Escuadrón Suicida, Circe se dirigió a Temiscira donde conviertio a la Mujer Maravilla en barro, convencida de que finalmente la había derrotado, partió hacia el Nuevo Olimpo para recrear todo el universo para Hécate. Aunque el cuerpo físico de Diana fue destruido, su espíritu permaneció. Guiada por el Phantom Stranger, El Espectro y Deadman, su espíritu languideció dentro del útero de Gaea.
Por otro lado Superman, lideró la carga contra el Nuevo Olimpo, donde los confundidos panteones griegos y romanos todavía estaban comprometidos a destruirse mutuamente. Ares, después de haber sido informado de las manipulaciones de Circe por su hija Harmonía que había pagado con su vida para obtener la información, fue asesinada por su propio hermano Fobos. Ares apareció con los dioses de la guerra de los otros panteones y declaró la guerra a su fin.
Después de un tiempo la Guerra finalmente se había terminado, pero a costa de las vidas de Hermes, Eris, el Hijo de Vulcano y Harmonía, así como de la propia Circe. Los dioses griegos se fueron para unirse a Cronos y los otros Titanes del Mito, dejando el Nuevo Olimpo a los dioses romanos. Las amazonas de Themyscira lloraron a sus compañeras caídas y celebraron el regreso de la Mujer Maravilla.

## Poderes y habilidades
Harmonía como uno de los dioses olímpicos, es conocida como ser la Diosa de la armonía y la concordia. Siendo una diosa posee diferentes habilidades sobrenaturales como:
- Cambio en la estructura de su cuerpo: puede cambiar su forma física drásticamente en cualquier dimensión que ella desee elegir.
- Inmortalidad: como todo dios nunca envejece ni enferma.
- Viaje dimensional: puede viajar entre el Olimpo y la Tierra a voluntad, o enviar artefactos entre estos lugares sin ninguna complicación.
- Distribución de poder: puede otorgar una parte de su poder a cualquier ser.
- Telepatía e ilusiones: puede comunicarse telepáticamente con sus adoradores con sus adoradores

### Equipamiento
El amuleto o collar de Harmonía es, es un artefacto brillante de color rojo que poseía la diosa y que posteriormente su obsequiado a la Mujer Maravilla por la propia diosa como una ayuda para que esta y las Amazonas pudieran ver las debilidades de Ares, padre de Harmonía.

## Otras versiones

### Brave and the Bold
Harmonía es presentada de igual forma como la diosa de la armonía. En esta historia ella observaba constantemente desde la cima del Monte Olimpo las hazañas de la Princesa Diana, la Mujer Maravilla, cuando su hermano Eros se mostró molesto con ella. Eros, el dios del deseo, la atracción sexual, el amor y el sexo, infeliz al creer que la Mujer Maravilla no estaba extendiendo el amor entre los humanos como lo hacía la madre de este Afrodita, decidió hacer que la Mujer Maravilla y Batman se enamoraran el uno al otro.
La ceremonia de la boda, cuyos invitados eran superhéroes, amazonas y otros personajes, finalmente atrajo la atención de muchos supervillanos quienes planearon deshacerse de los héroes. Se produjo un combate entre los bandos y los planes de Eros de propagar el amor terminaron yendo por el camino equivocado. Gracias a la intervención de Afrodita y Harmonía, Eros comprendió que la princesa Diana esparce el amor no por la fuerza, sino por inspiración, y los dioses regresan a su hogar en el Monte Olimpo.